# Jim Leeker
Jim Leeker (Saint Louis, 10 maggio 1947) è un ex calciatore statunitense, di ruolo attaccante.

## Carriera
Si forma e gioca nel St. Louis Kutis e nei St. Louis Billikens, la rappresentativa calcistica della Saint Louis University.
Nella stagione 1970 venne ingaggiato dal St. Louis Stars. Nelle sue tre stagioni con gli Stars ottiene come miglior piazzamento il raggiungimento della finale di campionato, persa contro i N.Y. Cosmos, del campionato 1972. A livello personale ottiene il titolo di miglior esordiente nella stagione 1970.
Terminata l'esperienza con gli Stars, Leeker ritorna a militare nel St. Louis Kutis.
Nel 1998 viene inserito nella St. Louis Soccer Hall of Fame.

## Palmarès

### Individuale
- NASL Rookie of the Year: 1

1970